# Lothrop Stoddard
Theodore Lothrop Stoddard (* 29. Juni 1883 in Brookline, Massachusetts; † 1. Mai 1950 in Washington, D.C.) war ein amerikanischer Historiker und Journalist. Er schrieb einige aufsehenerregende und auflagenstarke Bücher, in denen er auf der Grundlage rassentheoretischer Annahmen zivilisatorische Untergangsszenarien formulierte. Stoddard setzte sich für eine restriktivere Immigrationspolitik der USA ein, propagierte Rassentrennung, Antisemitismus und Eugenik. Er gilt als einer der profiliertesten amerikanischen Rassisten des 20. Jahrhunderts und wurde auch von führenden Nationalsozialisten als Einfluss genannt. Stoddard war auch einer der Direktoren und Mitbegründer der American Birth Control League.

## Leben und Werk
Der Sohn des Reiseschriftstellers John Lawson Stoddard absolvierte seine College-Ausbildung in Harvard. Er studierte bis 1908 Recht an der Boston University, praktizierte aber nur kurz. 1914 erwarb er mit einer Arbeit über die französische Revolution auf Santo Domingo den Doktortitel in Geschichte an der Harvard-Universität. Darin beschrieb er die „Vernichtung“ der weißen Siedler durch ihre Sklaven, die durch die egalitären Ideale der Revolution aufgehetzt worden seien. Er sah in diesem Konflikt des späten 18. Jahrhunderts ein Menetekel für die Moderne.
Sein weiteres Leben widmete Stoddard seiner Arbeit als Journalist und Publizist. 1918 bis 1920 war er Redakteur für Außenpolitik beim World’s Work Magazine. Nach seinen ersten Bucherfolgen arbeitete er als freier Autor. In seinen rassentheoretischen Schriften orientierte er sich vor allem an Madison Grant, mit dem er in engem Kontakt stand. Er übernahm ganze Passagen aus Grants Hauptwerk The Passing of the Great Race in seine eigenen Schriften, sah sich aber weniger dem „nordischen Gedanken“ verpflichtet, sondern beschäftigte sich eher mit den internationalen Perspektiven. In seinem wohl bekanntesten Buch The Rising Tide of Color Against White World-Supremacy (1920) warnte Stoddard vor einer bevorstehenden Bevölkerungsexplosion der „farbigen“ Rassen, welche die „weiße“ Weltherrschaft in Frage stellen werde. Besonders gefährlich seien die „gelben Rassen“ – Japaner und Chinesen –, die sich noch nie von Weißen hätten unterwerfen lassen. Eine „Flut minderwertiger Rassen“ werde sich über die Stammländer der „Nordischen“ ergießen. Die Eliminierung oder Absorption der „weißen Rasse“ werde das Ende der westlichen Zivilisation bedeuten.

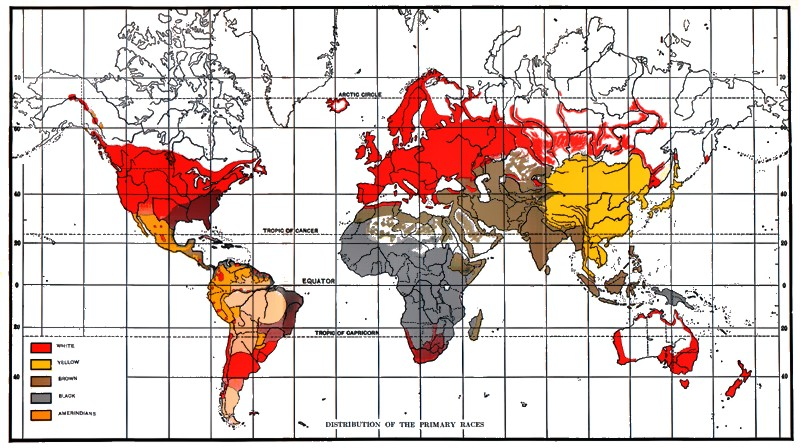
Die Verteilung der Rassen nach L. Stoddard, schematisierende Karte aus The Rising Tide of Color

Stoddard schrieb über zwanzig Bücher, die vor allem in den 1920er Jahren im Zusammenhang mit der Diskussion über eine Restriktion der Immigration in die USA Aufsehen erregten. Neben Grant gilt er als wichtiger geistiger Wegbereiter des Immigration Act of 1924. Grant und Stoddard beeinflussten eine Reihe populärer Autoren wie Kenneth Roberts und Edgar Rice Burroughs. Sie stellten während der 1960er Jahre wichtige Referenzen für Gegner der amerikanischen Bürgerrechtsbewegung dar und werden von weißen Suprematisten in den USA bis heute positiv rezipiert. Stoddards Werke werden zudem von rechten und neo-rassistischen Gruppierungen als Bekenntnisse zum „Pan-Arianismus“ und Kritik an der Globalisierung gelesen. In diesem Zusammenhang ist auch Stoddards Buch The New World of Islam (1921) wieder populär geworden, in welchem er vor einem fanatisierten Islam als Bedrohung der westlichen Welt warnt.
Wie auch Grant engagierte sich Stoddard für die Eugenik. Er gehörte dem Eugenics Record Office an und trat als Hardliner für negative eugenische Maßnahmen wie Sterilisationen ein. Er wurde in den Vorstand der amerikanischen „American Birth Control League“ von Margaret Sanger berufen. Außerdem war er Mitglied der American Historical Association sowie American Political Science Association und anderer Organisationen.
Stoddard gilt außerdem als wichtiger Stichwortgeber des deutschen Nationalsozialismus. Nicht nur betrachtete er Juden als eigene „Bastard“-Rasse und Gefahr für die europäische Zivilisation: In seinem Buch The Revolt Against Civilization. The Menace of the Under Man (1922; dt. Der Kulturumsturz. Die Drohung des Untermenschen, 1925) identifizierte er den Bolschewismus mit einem rassisch definierten Judentum und dieses wiederum mit dem „Untermenschen“. Alfred Rosenberg griff diese Verknüpfung in Der Mythus des 20. Jahrhunderts auf, so dass der „Untermensch“ zum nationalsozialistischen Schlagwort wurde. Stoddards Werk wurde nicht zuletzt von Autoren wie Hans F. K. Günther als Inspiration genannt und als bahnbrechend für die deutsche Zwangssterilisationsgesetzgebung bezeichnet.
1940 bereiste Stoddard als Korrespondent der North American Newspaper Alliance für vier Monate das nationalsozialistische Deutschland. Er erfuhr eine bevorzugte Behandlung, traf unter anderem Adolf Hitler, Joseph Goebbels sowie Heinrich Himmler und besuchte Sitzungen des Erbgesundheitsobergerichts in Berlin-Charlottenburg. Seine Erfahrungen und Erlebnisse veranlassten ihn auch zu der Schlussfolgerung, dass die „Judenfrage“ in Deutschland bald „by the physical elimination of the Jews themselves from the Third Reich“ (= durch die physische Beseitigung der Juden selbst aus dem Dritten Reich) gelöst werden würde.
Seine enge Bindung an den Nationalsozialismus ruinierte nach dem Ende des Zweiten Weltkriegs Stoddards Reputation. Er schrieb fortan politische Kommentare und Beiträge für den Washington Star. Sein Krebstod am 1. Mai 1950 erregte nur noch geringe Aufmerksamkeit.

### Der große Gatsby
Im Roman Der große Gatsby von F. Scott Fitzgerald erwähnt Tom Buchanan das fiktive Werk „'The Rise of the Coloured Empires' by this man Goddard“. Dies gilt als Anspielung auf Stoddards The Rising Tide of Color against White World Supremacy.

„"Die Zivilisation geht vor die Hunde", brach es leidenschaftlich aus Tom hervor. "Ich bin in letzter Zeit ein furchtbarer Pessimist geworden. Habt ihr 'Der Aufstieg der farbigen Völker' von diesem Goddard gelesen?"

"Nein", antwortete ich, etwas erstaunt über seinen Ton.

"Nun, das ist ein gutes Buch, und jeder sollte es lesen. Wenn wir nicht aufpassen, lautet die These, wird – wird die weiße Rasse vollständig unterjocht werden. Das ist alles wissenschaftlich; alles erwiesen."

"Tom wird neuerdings immer tiefsinniger", sagte Daisy mit einem Ausdruck gedankenleerer Traurigkeit. "Er liest schlaue Bücher mit langen Wörtern darin. Was war das noch für ein Wort, das wir –"

"Nun, es sind alles wissenschaftliche Bücher", wiederholte Tom und sah sie unwirsch an. "Der Bursche hat das Ganze gründlich erforscht. Wir, die herrschende Rasse, müssen aufpassen, daß die anderen Rassen nicht eines Tages die Macht übernehmen."

"Wir müssen sie niederschlagen", flüsterte Daisy und blinzelte wild in die glühende Sonne.“

## Veröffentlichungen
- The French Revolution in San Domingo, New York 1914.
- Present-Day Europe. Its National States of Mind, New York 1917.
- The Rising Tide of Color Against White World Supremacy, New York 1920.
- The New World of Islam, Charles Scribner’s Sons, New York, 1921. Digitalisat
- The Revolt Against Civilization. The Menace of the Under Man, New York 1922. (Deutsche Fassung: Der Kulturumsturz. Die Drohung des Untermenschen, München 1925.)
- Racial Realities in Europe, New York 1924.
- Social Classes in Post-War Europe, New York 1925.
- The Story of Youth, New York 1928.
- Luck, Your Silent Partner, New York 1929.
- Master of Manhattan. The Life of Richard Croker, London 1931.
- Lonely America, Garden City 1932.
- Clashing Tides of Color, New York 1935.
- Into the Darkness – Nazi-Germany Today, New York 1940.

## Zitate
„Diese Weltanschauung des Untermenschen nennt man heute Bolschewismus.“

„Das (deutsche) Sterilisationsgericht merzt die schlechten Anlagen in der germanischen Rasse in wissenschaftlicher und wahrhaft humaner Weise aus.“